# Dalmatské Záhoří

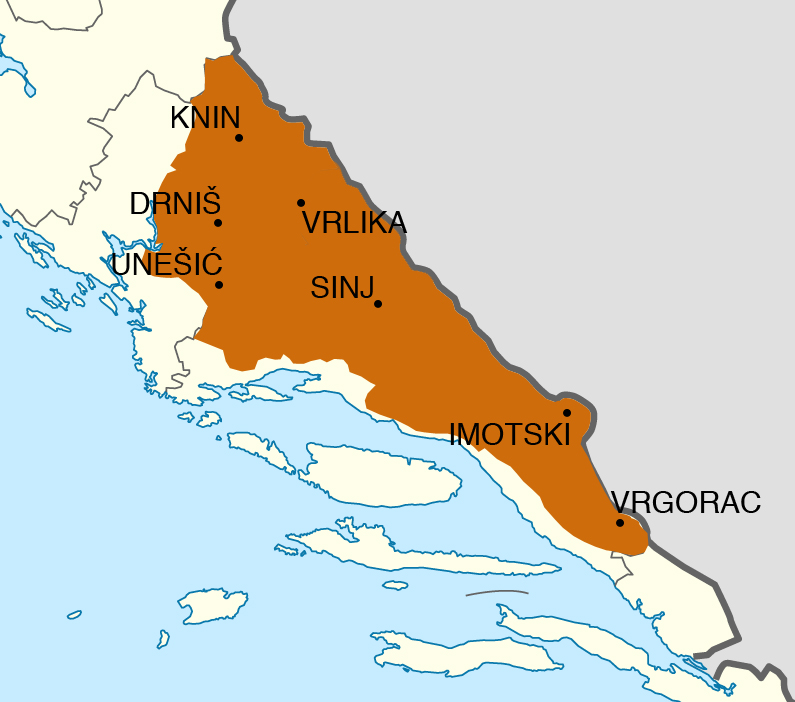
Dalmatské Záhoří

Dalmatské Záhoří (chorvatsky Dalmatinska Zagora) je region v Chorvatsku.
Nachází se na jihu země, u hranice s Bosnou a Hercegovinou, je to hornatá krajina, rozkládající se mezi horskými masivy Kozjak, Vilaja a Mosor (a z toho plyne i název vycházející z polohy regionu v záhoří). Protéká tudy řeka Čikola, která se pak dále směrem k Jaderskému moři vlévá do Krky. Krajina je zde krasového charakteru, rozkládají se zde velká krasová pole. Oblast je bohatá na různé suroviny, avšak vzhledem k tomu, že se jedná o téměř nedotčenou přírodu, je významná spíše hlavně turistika. Z větších měst je zde důležitý například Knin (středisko župy), menšími sídly jsou potom Sinj, Drniš a Benkovac.
V letech 1991 a 1992 zde došlo k srážkám mezi Srby a Chorvaty, které nakonec až roku 1995 ukončila chorvatská operace Bouře (chorvatsky operacija Oluja). Tehdy chorvatská vláda získala plnou moc nad Záhořím, ovládaným doposud republikou Srbská krajina.